# مركز الابتكار في الرعاية الطبية والرعاية الطبية
مركز الابتكار في الرعاية الطبية والرعاية الطبية (اختصارًا CMMI) هو منظمة تابعة لحكومة الولايات المتحدة ضمن مراكز الرعاية الطبية والخدمات الطبية (CMS). تم إنشاؤه بموجب قانون حماية المريض والرعاية الميسرة، وهو تشريع إصلاح الرعاية الصحية في الولايات المتحدة لعام 2010. توفر مراكز الرعاية الصحية والخدمات الطبية (CMS) تغطية الرعاية الصحية لأكثر من 100 مليون أمريكي من خلال ميديكير امريكا وميديكيد وبرنامج التأمين الصحي للأطفال (CHIP) وتسويق التأمين الصحي.

## الأهداف
يهدف المركز إلى اختبار نماذج مبتكرة لأنظمة الدفع والتسليم والتي تظهر وعدًا مهمًا بالحفاظ على جودة الرعاية أو تحسينها في برنامج الرعاية الطبية في امركيا، وبرنامج الرعاية الطبية، وبرنامج التأمين الصحي للأطفال [الإنجليزية] (CHIP)، مع إبطاء معدل النمو في تكاليف البرنامج". "يهدف المركز إلى إعطاء الأولوية لعشرين نموذجًا محددًا في القانون، بما في ذلك المنازل الطبية، وإصلاح الدفع الشامل، والترتيبات التي تنتقل من سداد الرسوم مقابل الخدمة إلى الرسوم الشاملة والدفع على أساس الراتب". "إنها تهدف إلى التغلب على الجمود المناهض للإصلاح من خلال إنشاء آلية لنشر البرامج التجريبية الناجحة" دون الحاجة إلى موافقة الكونجرس.

### الاعتماد
إذا تم اعتبار نموذج CMMI التجريبي ناجحًا، فقد يقوم وزير الصحة والخدمات الإنسانية بتوسيع مدته ونطاقه. لكي يتم اعتبار الاختبار ناجحًا، يجب أن يستوفي النموذج ثلاثة معايير:
1. يُقرر الوزير أن هذا التوسع من المتوقع أن يؤدي إلى:
  1. (أ) خفض الإنفاق بموجب البند المعني دون المساس بجودة الرعاية؛
  2. أو (ب) تحسين جودة رعاية المرضى دون زيادة الإنفاق؛
2. يُقرّ كبير خبراء الاكتواري في مراكز الرعاية الطبية والخدمات الطبية بأن هذا التوسع من شأنه أن يُقلّل (أو لن يُؤدي إلى أي زيادة في) الإنفاق الصافي للبرنامج بموجب البنود المعنية؛ و
3. يُقرر الوزير أن هذا التوسع لن يمنع أو يحدّ من التغطية أو توفير المزايا بموجب البند المعني للأفراد المعنيين.[5]

منذ تأسيسها، أنتجت المركز أربعة نماذج تم اعتمادها للتوسع بناءً على تلبية المعايير المذكورة أعلاه:
1. نموذج منظمة الرعاية المسؤولة [الإنجليزية] الرائدة (ACO)
2. برنامج الوقاية من مرض السكري في Medicare،
3. نموذج الترخيص المسبق في Medicare للنقل المتكرر غير الطارئ لسيارات الإسعاف (RSNAT)
4. ومؤخرًا نموذج الشراء القائم على القيمة للرعاية الصحية المنزلية.[5]

## الإدارة
يرأس المركز الآن نائب المدير والمدير آبي ساتون، الذي شغل في وقت سابق مناصب في المجلس الاقتصادي الوطني ومجلس السياسة المحلية ووزارة الصحة والخدمات الإنسانية خلال فترة ولاية الرئيس ترامب الأولى. ومن بين المديرين السابقين آدم بوهلر وباتريك إتش كونواي.

## روابط خارجية
- الموقع الرسمي